# Дејтон (Минесота)
Дејтон (енгл. Dayton) град је у америчкој савезној држави Минесота.

## Демографија
По попису из 2010. године број становника је 4.671, што је 28 (-0,6%) становника мање него 2000. године.
| Група             | 2000.         | 2010.         |
| Белци             | 4.442 (94,5%) | 4.066 (87,0%) |
| Афроамериканци    | 30 (0,6%)     | 25 (0,5%)     |
| Азијати           | 38 (0,8%)     | 93 (2,0%)     |
| Хиспаноамериканци | 129 (2,7%)    | 413 (8,8%)    |
| Укупно            | 4.699         | 4.671         |